# Walter Weideli
Œuvres principales
- Un banquier sans visage (1964)

Walter Weideli, né le 16 juillet 1927 à Wagenhausen en Suisse et mort le 1er décembre 2020 à Bergerac,, est un journaliste, critique littéraire, traducteur et écrivain suisse.

## Biographie
Après des études de lettres à l’Université de Genève, il travaille au Journal de Genève (1951-1969), dont il crée le Samedi littéraire.
En 1964, sa pièce Un banquier sans visage déclenche une violente polémique. Devenu écrivain et traducteur indépendant, il est l’un des membres fondateurs du Groupe d'Olten, puis membre du conseil de Pro Helvetia (1973-1978) et président de la section suisse de la Société des auteurs et compositeurs dramatiques (1976-1978). Il collabore à plusieurs médias (télévision, radio et presse écrite) et publie dans différentes revues.
Depuis 1978, il vivait en Dordogne (France), où il a rédigé son autobiographie intitulée La Partie d’échecs (2010). 
Dramaturge et essayiste, mais aussi traducteur d’auteurs germanophones tels que Friedrich Dürrenmatt, Elias Canetti, Robert Walser, Kurt Guggenheim, Ludwig Hohl, Pavel Kohout et Herbert Meier (de), il s’est fait un nom à la charnière des cultures de la Suisse alémanique et de la Suisse romande. Il a contribué à faire connaître Bertolt Brecht en France et a reçu, en 1986, le Prix lémanique de la traduction.

## Publications

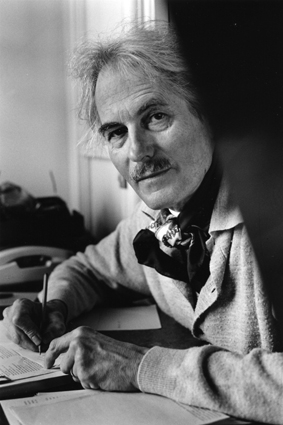
Walter Weideli par Erling Mandelmann en 1988.

### Essais et récits
- Brecht, Éditions universitaires (Classiques du XXe siècle 40), Paris, 1961.
- Moine aujourd’hui, Cerf, Paris, 1986.
- Ces enfants blessés, Construire, Lausanne, 1993.
- La Partie d'échecs[8], L'Aire, Vevey, 2010.

### Œuvres dramatiques
- Réussir à Chicago, 1962 (créé par François Simon au Théâtre de Carouge)
- Un banquier sans visage, Lausanne, La Cité, 1964 (créé par Jean Vilar au Grand Théâtre de Genève[9] pour célébrer les 150 ans de l’entrée de Genève dans la Confédération)
- Éclatant soleil de l’injustice, Lausanne, Rencontre, 1968 (créé par William Jacques à la Comédie de Genève)
- Chicago crime & crash, Paris, 1976 (créé par Jean-Pierre Dougnac au Théâtre de l'Est parisien)

### Pièces télévisées
- Le Dossier Chelsea Street, 1961, première version créée par Claude Goretta à la Télévision suisse romande (TSR), deuxième version créée par Marcel Bluwal à la télévision française, avec Guy Tréjan et Pierre Vaneck[10]
- Les anges frappent avant l’aube, 1969, créé par Roger Bruckhardt à la TSR
- La Fusillade en réponse à Dostoïevski, 1972, créé par Claude Goretta à la TSR, reprise par les télévisions française, belge et canadienne ; version radiophonique créée par la radio suisse alémanique
- Rumeur, TSR, 1978
- Agonie et résurrection d’Henri Dunant, 1980, créé par Jean-Jacques Lagrange à la TSR

### Traductions
- Friedrich Dürrenmatt, « À ma patrie / Le Théâtre est d’abord un jeu », Europe, n° 381, 1961
- Herbert Meier (de), Le Talent au pouvoir. Un manifeste et des discours aux jeunes (allemand : Der neue Mensch steht weder rechts noch links – er geht. Manifest und Reden), Éditions de la Baconnière, Neuchâtel, 1969
- Robert Walser, L’Homme à tout faire (allemand : Der Gehülfe), Livre du mois (tome 15), Lausanne, 1970[11]
- Ludwig Hohl, Tous les hommes presque toujours s’imaginent (allemand : Daß fast alles anders ist), Rencontre, Lausanne, 1971
- Friedrich Dürrenmatt, Play Strindberg (allemand : Play Strindberg. Totentanz nach August Strindberg), Gallimard, Paris, 1973
- Friedrich Dürrenmatt, La ville et autres proses de jeunesse (allemand : Die Stadt. Prosa I–IV), Albin Michel, Paris, 1974
- Friedrich Dürrenmatt, La chute d’A. (allemand : Der Sturz), Albin Michel, Paris, 1975
- Kurt Guggenheim, Mon grain de sable. La rencontre de J.-H. Fabre (allemand : Sandkorn für Sandkorn), Bertil Galland, Vevey, 1975
- Friedrich Dürrenmatt, Sur Israël (allemand : Zusammenhänge. Essay über Israel. Eine Konzeption), Albin Michel, Paris, 1977
- Friedrich Dürrenmatt, Le mariage de monsieur Mississippi (allemand : Die Ehe des Herrn Mississippi), Éditions L’Aire, Lausanne, 1979
- Pavel Kohout, L’Exécutrice en collaboration avec Milena Braud (tchèque : Katyne, allemand : Die Henkerin), Albin Michel, Paris, 1980
- Friedrich Dürrenmatt, « La panne » (allemand : Die Panne), L’Avant-scène-théâtre, n°757, Paris, 1984
- Herbert Meier (de), Bräker ou le Songe d’hiver (allemand : Bräker), L’Age d’Homme, Lausanne, 1984
- Elias Canetti, Jeux de regard. Histoire d’une vie. 1931–1937 (allemand : Das Augenspiel), Albin Michel, Paris, 1987
- Elias Canetti, Le Cœur secret de l’horloge. Réflexions. 1973–1985 (allemand : Das Geheimherz der Uhr), Albin Michel, Paris, 1989
- Friedrich Dürrenmatt, Le Chien, Le Tunnel, La Panne (français-allemand), Éditions Zoé, Carouge, 1994
- Elias Canetti, Le collier de mouches (allemand : Die Fliegenpein), Albin Michel, Paris, 1995
- Michaël Vescoli, Calendrier celtique : le signe de l'arbre/Michaël Vescoli, illustrations par Jean-Claude Senée, Actes Sud, Arles, 1996
- Elias Canetti, Notes de Hampstead (allemand : Nachträge aus Hampstead), Albin Michel, Paris, 1997

## Vie privée

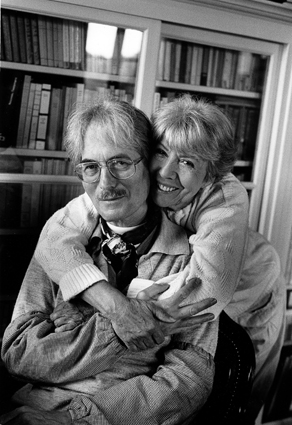
Walter Weideli et Mousse par Erling Mandelmann en 1988.

Son épouse, Mousse, est longuement évoquée dans son ouvrage La Partie d'échecs. Elle est décrite comme une femme volontaire, qui sait ce qu'elle veut et sait l'obtenir. C'est elle qui le séduit lorsqu'il a 28 ans, puis qui l'incite à quitter le Journal de Genève et vivre de sa plume. C'est en s'appuyant sur elle qu'il quitte la Suisse et va s'installer dans un petit village de Dordogne, Sainte-Innocence, où il reçoit un accueil très peu agréable.
Elle meurt le 28 janvier 2001, jour de son anniversaire ; il lui rendra hommage dans La Partie d'échecs.

## Fonds d'archives
Fonds : Walter Weideli [134 boîtes d'archives]. Collection : Archives littéraires suisses; Cote : ALS-Weideli. Berne : Bibliothèque nationale suisse (présentation en ligne). 

Marius Michaud et mis au format xml par Aline Delacrétaz=, « Fonds Walter Weideli: Inventaire », sur ead.nb.admin.ch, Archives littéraires suisses (consulté le 23 mai 2023)